# Dekanat Freising
Das Dekanat Freising ist ein Dekanat der römisch-katholischen Kirche im Erzbistum München und Freising.

## Gebiet
Mit der Dekanatsreform, die zum 1. Januar 2024 in Kraft trat, wurden die 40 Dekanate im Erzbistum München und Freising zu 18 Dekanaten zusammengefasst. Die Pfarrverbände und Einzelpfarreien selbst blieben dadurch unangetastet. Zum Dekanat Freising kamen zum 1. Januar 2024 das Dekanat Moosburg, das Dekanat Scheyern und das Dekanat Weihenstephan. Das Dekanat Freising besteht nun aus den Pfarrverbänden Allershausen,  Hörgertshausen-Gammelsdorf, Hallbergmoos, Ilmmünster, Jetzendorf, Kranzberg, Langenbach, Massenhausen, Mauern, Moosburg-Pfrombach, Holledau, Schweitenkirchen, Zolling; der Stadtkirche Freising und den Einzelpfarreien St. Andreas-Eching, St. Franziskus v. Assisi-Neufahrn, Maria Verkündigung-Niederscheyern sowie Hl. Kreuz und Mariä Himmelfahrt-Scheyern.
Dekan ist nunmehr Pfarrer und Domkapitular Daniel Reichel, Leiter der Pfarrverbände St. Korbinian und Neustift und Pfarradministrator von Freising-Lerchenfeld-St. Lantpert.